# Baldomero Fernández Moreno

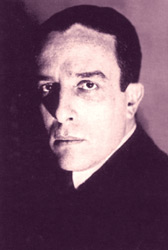
Baldomero Fernández Moreno

Baldomero Fernández Moreno (* 15. September 1886 in San Telmo; † 7. Juni 1950 in Buenos Aires) war ein argentinischer Arzt und Schriftsteller spanischer Herkunft.

## Leben
Moreno entstammte einer Familie spanischer Einwanderer; 1896 ging er zusammen mit seiner Familie wieder zurück nach Spanien. Mit 13 Jahren kehrte er 1899 in seine Heimatstadt zurück und absolvierte dort seine Schulzeit. Anschließend begann er an der Universität Medizin zu studieren. 1912 konnte er dieses Studium mit einer Promotion erfolgreich abschließen.
1915 konnte Fernández Moreno mit seiner Lyrikanthologie „Las inciales del Misal“ erfolgreich debütieren. Zwischen 1917 und 1924 praktizierte er als Arzt in verschiedenen Dörfern der Provinz Buenos Aires. Es folgten weitere literarische Werke, die unter anderem seine täglichen Erlebnisse und Begebnisse zur Grundlage hatten.
1924 gab er seinen Beruf auf und wurde Lehrer für Literatur und Geschichte in verschiedenen Schulen jener Dörfer, die er früher als Arzt betreut hatte. In dieser Zeit begann er auch als freier Mitarbeiter verschiedener Zeitungen bzw. Zeitschriften wie „La Nación“, „Nosotros“, „La Prensa“ und anderen zu veröffentlichen.
1935 wurde Moreno von der Academie Argentina de Letras als Mitglied aufgenommen. Nach seiner Heirat ließ er sich mit seiner Familie in Flores nieder und lebte dort als freier Schriftsteller.
Fernández Moreno starb mit 63 Jahren an einem Schlaganfall in Buenos Aires und fand dort auch seine letzte Ruhestätte.

## Zitate
Dieter Reichardt berichtet in „Lateinamerikanische Autoren“ (siehe unten) über Baldomero Fernández Moreno:
Nach dem exquisiten Raffinement des Modernismus wird die besinnliche Schlichtheit seiner ersten lyrischen Werke, beginnend mit „Las iniciales del misal“ (1915) als etwas Revolutionäres angesehen: Ein Dichter hatte seine Umgebung betrachtet. Die Themen, die Fernández Moreno behandelt, sind Dinge des täglichen Lebens in der Stadt oder in der Provinz, die er mit der Sensibilität der Impressionisten wahrnimmt und wiedergibt.
Enrique Anderson Imbert bemerkt in seiner „Literaturgeschichte“ über Fernández Moreno:
Seine Lyrik gibt mit spiegelbildlicher Treue das Bild eines Dichters wieder, der sich bewußt ist, Dichter zu sein.

## Ehrungen
- Premio Municipal de las Letras
- Premio Nacional

## Werke (Auswahl)
Lyrik
- Décimas y poesías. 1928.
- Poemas de Uruguay. 1957.
- San José de Flores. 1943.
- Sonetos y último confre de Negrita. 1924.

Prosa
- El hogar en el campo. 1924.
- La mariposa y la viga. 1947.